# Aurel (Drôme)
Aurel település Franciaországban, Drôme megyében. Lakosainak száma 262 fő (2022. január 1.). Aurel Solaure en Diois, Barsac, Espenel, Montmaur-en-Diois, Rimon-et-Savel, Saint-Benoit-en-Diois és Vercheny községekkel határos.

## Népesség
A település népességének változása:
| Lakosok száma | 228  | 204  | 204  | 220  | 237  | 239  | 245  | 244  | 244  | 262  |
|               | 1968 | 1982 | 1990 | 2006 | 2013 | 2015 | 2017 | 2019 | 2020 | 2022 |